# Philippe de Vendôme

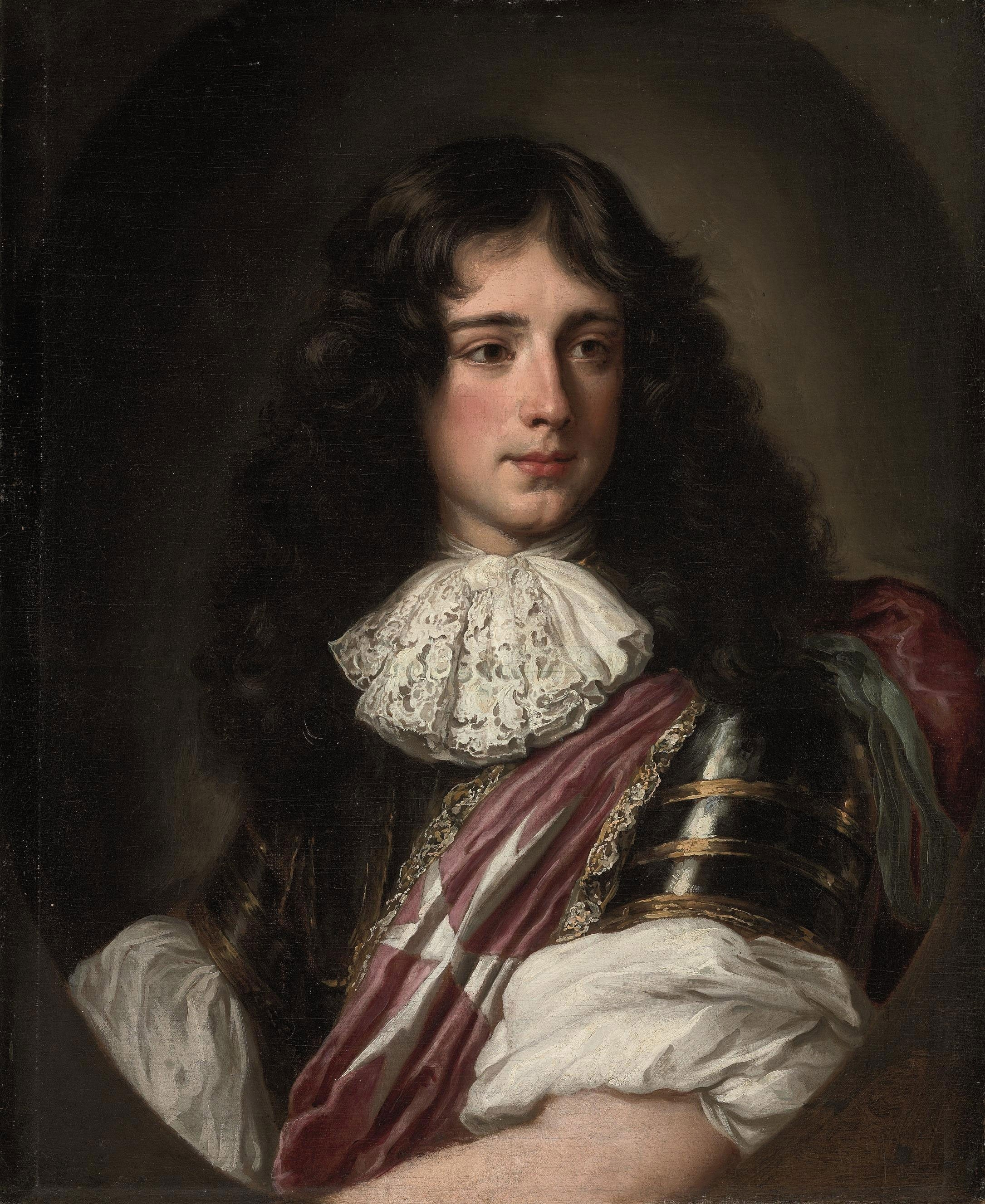
Philippe de Vendôme, porträtterad av Jacob Ferdinand Voet.

Philippe, chevalier de Vendôme, född den 23 augusti 1655 i Paris, död där den 24 januari 1727, var en fransk krigare. Han var bror till Louis-Joseph de Vendôme och den siste av ätten.
Vendôme deltog i fälttågen i Flandern 1673–1678, utnämndes 1691 till maréchal de camp och 1693 till storprior av Frankrike inom malteserorden. Samma år befordrad till generallöjtnant, sändes han till krigsteatern i Italien. Då han 1705 i drabbningen vid Cassano lämnade sin bror utan understöd, föll han i onåd samt måste 1706 lämna armén. Först efter Ludvig XIV:s död (1715) fick han tillstånd att återkomma till Paris. Vendôme hade obestridlig begåvning och en viss smak för litteraturen, men framställs av Saint-Simon som en i moraliskt avseende djupt sjunken man.